# Streepwangbuulbuul
De streepwangbuulbuul (Arizelocichla milanjensis; synoniem: Andropadus milanjensis) is een zangvogel uit de familie Pycnonotidae (buulbuuls).

## Verspreiding en leefgebied
Deze soort komt voor in het zuidoosten van Malawi, het uiterste oosten van Zimbabwe en westelijk-centraal Mozambique.